# Angela's Eyes
Angela's Eyes è una serie televisiva poliziesca statunitense composta da una singola stagione andata in onda negli USA dal 16 luglio al 10 settembre 2006 sul canale televisivo Lifetime.

## Trama
Angela's Eyes è incentrata sulla vita di Angela Henson (o Angela Anderson), un'agente dell'FBI che ha il dono di conoscere quando le persone stanno mentendo attraverso il linguaggio del corpo. I suoi genitori, Colin e Lydia Anderson, ora in prigione, erano le più famose spie degli Stati Uniti d'America. Dopo un'adolescenza segnata dai loro errori, Angela decide di usare il suo dono di scoprire chi mente entrando nella polizia.

## Episodi
| Stagione       | Episodi | Prima TV originale | Prima TV Italia |
| -------------- | ------- | ------------------ | --------------- |
| Prima stagione | 13      | 2006               | 2008            |